# Camera californica
Camera californica là một loài tò vò trong họ Ichneumonidae.